# Короні (округ)
Короні (нід. Coronie) — округ Суринаму, розташований на узбережжі Атлантичного океану. Адміністративний центр - місто Тотнес, інші міста - Корнеліскондре, Френдшип і Дженні.
Населення округу - 2887 осіб (2004), площа - 3902 км² .

## Економіка
Округ Короні, як і більша частина Суринаму, залежить головним чином від землеробства як джерела доходів і їжі. Прибережні господарства дозволяють вирощувати кокоси і рис.

## Населення
За переписом населення 2012 етнічний склад населення провінції був такий:
| національність | %     |
| -------------- | ----- |
| Креоли         | 71,8% |
| Яванці         | 15,7% |
| Змішані        | 7,6%  |
| Індосуринамці  | 2,5%  |